# Yverdon-Sport Football Club
L'Yverdon-Sport Football Club è una società calcistica svizzera della città di Yverdon-les-Bains. La sua fondazione risale al 1º luglio 1948.
Milita in Super League, la massima divisione del campionato svizzero di calcio.

## Storia
Il club fu fondato il 1º luglio 1948 dalla fusione dell'FC Yverdon (nato nel 1897) con l'FC Concordia e il White Star e gioca le partite casalinghe nello Stadio Comunale.
La squadra della Svizzera francese nel 2005 è stata promossa per la terza volta nella massima serie svizzera, avendo vinto il campionato di Challenge League 2004-2005. Le precedenti promozioni in Lega Nazionale A risalgono al 1992-1993 e 1998-1999. Tuttavia al termine della stagione 2005-2006 la squadra è retrocessa nuovamente in Challenge League.
Retrocessa in Prima Lega al termine della stagione 2010-2011, ha conquistato l'ammissione al campionato di Prima Lega Promozione 2012-2013, dove rimane fino al 2017, anno in cui viene promosso in Promotion League. Nel 2021 ottiene la promozione in Challenge League, campionato che andrà a vincere nella stagione 2022-2023, che lo porterà in Super League per la prima volta dopo 17 anni.

## Stadio
Lo Yverdon gioca le partite casalinghe allo Stade Municipal, che ha una capienza di 8 200 spettatori (1 600 seduti e 6 600 in piedi). Le dimensioni sono 105 m per 69 m.

## Giocatori celebri
Tra i calciatori stranieri che hanno militato nella propria Nazionale, Renatus Njohole.

## Allenatori
| - 1948 - 1949 Francis Defago - 1949 - 1950 Jean-Pierre Deriaz - 1950 - 1954 Gaston Morgenegg - 1954 - 1955 Carlo Pinter - 1955 - 1960 Albert Châtelain - 1960 - 1962 Egon Johnsson - 1962 - 1964 Christiansen - 1964 - 1966 Charles Henriod - 1966 - 1967 Gaston Morgenegg - 1967 - 1969 Rickens - 1969 - 1970 Dionizije Dvornić - 1970 - 1971 Gaston Morgenegg - 1971 - 1972 André Daina - 1972 - 1973 Charly Hertig - 1973 - 1974 Josef Humpál - 1974 - 1977 Charles Henriod e Roger Chevalley | - 1977 - 1979 Mario Comisetti - 1979 - 1980 Raymond Péguiron - 1980 - 1987 Daniel Debrot - 1987 - 1994 Bernard Challandes - 1994 - 1995 Michel Decastel - 1995 - 1996 Claude Ryf (luglio - ottobre) - 1996 - 1996 Christian Mischler (ottobre - dicembre) - 1996 - 2000 Lucien Favre (dicembre - maggio) - 2000 - 2001 Philippe Perret (maggio - agosto) - 2001 - 2003 Pierre-Albert Chapuisat (agosto - gennaio) - 2003 - 2003 Walter Späni (gennaio - marzo) - 2003 - 2004 Admir Smajić (marzo - maggio) - 2004 - 2005 Radu Nunweiller (maggio - agosto) - 2005 - 2006 Roberto Morinini - 2006 - 2008 Claude Andrey - 2008 - Vittorio Bevilacqua |

## Palmarès

### Competizioni nazionali
- Challenge League: 2

2004-2005, 2022-2023
- 1ª Lega: 2

1955-1956, 2016-2017 (gruppo 1)
- Promotion League: 1

2020-2021

### Altri piazzamenti
- Coppa Svizzera:

Finalista: 2000-2001
Semifinalista: 2021-2022
- Promotion League:

Terzo posto: 2017-2018
- 1ª Lega:

Secondo posto: 2014-2015 (gruppo 1)

## Statistiche e record
| Livello | Categoria          | Partecipazioni | Debutto   | Ultima stagione | Totale |
| ------- | ------------------ | -------------- | --------- | --------------- | ------ |
| 1º      | Lega Nazionale A   | 3              | 1993-1994 | 2000-2001       | 5      |
| 1º      | Super League       | 2              | 2005-2006 | 2023-2024       | 5      |
| 2º      | Lega Nazionale B   | 22             | 1953-1954 | 2002-2003       | 31     |
| 2º      | Challenge League   | 9              | 2003-2004 | 2022-2023       | 31     |
| 3º      | Prima Lega         | 25             | 1955-1956 | 2016-2017       | 29     |
| 3º      | Promotion League   | 4              | 2017-2018 | 2020-2021       | 29     |
| 4º      | Seconda Lega       | 5              | 1975-1976 | 1980-1981       | 6      |
| 4º      | Prima Lega Classic | 1              | 2013-2014 | 2013-2014       | 6      |

## Organico

### Rosa 2025-2026
Aggiornata al 17 agosto 2025.
| N. |                          | Ruolo | Calciatore            |
| -- | ------------------------ | ----- | --------------------- |
| 2  | Benin (bandiera)         | D     | Mohamed Tijani        |
| 3  | Serbia (bandiera)        | D     | Dimitrije Kamenović   |
| 4  | Senegal (bandiera)       | D     | Djibril Diop          |
| 5  | Norvegia (bandiera)      | C     | Magnus Retsius Grødem |
| 6  | Francia (bandiera)       | D     | William Le Pogam      |
| 7  | Guinea-Bissau (bandiera) | C     | Mauro Rodrigues       |
| 8  | Polonia (bandiera)       | C     | Mateusz Łęgowski      |
| 9  | Francia (bandiera)       | C     | Marley Aké            |
| 10 | Svizzera (bandiera)      | C     | Antonio Marchesano    |
| 11 | Belgio (bandiera)        | C     | Mitchy Ntelo          |
| 12 | Italia (bandiera)        | D     | Cristiano Piccini     |
| 15 | Uruguay (bandiera)       | C     | Franco González       |
| 16 | Svizzera (bandiera)      | P     | Maxime Rouiller       |
| 18 | Norvegia (bandiera)      | D     | Vegard Kongsro        |

| N. |                       | Ruolo | Calciatore        |
| -- | --------------------- | ----- | ----------------- |
| 20 | Portogallo (bandiera) | A     | Ronaldo Tavares   |
| 21 | Francia (bandiera)    | A     | Hugo Komano       |
| 22 | Svizzera (bandiera)   | P     | Kevin Martin      |
| 24 | Francia (bandiera)    | D     | Jason Gnakpa      |
| 25 | Portogallo (bandiera) | D     | Christian Marques |
| 27 | Germania (bandiera)   | C     | Varol Tasar       |
| 28 | Francia (bandiera)    | C     | Moussa Baradji    |
| 32 | Svizzera (bandiera)   | D     | Anthony Sauthier  |
| 37 | Francia (bandiera)    | C     | Fodé Sylla        |
| 40 | Francia (bandiera)    | P     | Paul Bernardoni   |
| 70 | Svizzera (bandiera)   | C     | Dion Kacuri       |
| 77 | Francia (bandiera)    | C     | Ahmedin Avdić     |
| 87 | Portogallo (bandiera) | D     | Gonçalo Esteves   |